# Região metropolitana de Temuco
A Região metropolitana de Temuco ou Grande Temuco é um conglomerado urbano formado pelas áreas urbanas de duas comunas, Temuco e Padre Las Casas, localizadas na Região de Araucanía, Chile. O conceito metropolitano da Conurbação Temuco-Padre Las Casas nasceu quando um setor ou bairro da cidade de Temuco , Padre Las Casas , se dividiu como uma nova comuna . A conurbação não constitui uma única unidade administrativa, mas ela mesma é uma única cidade.
A cidade de Labranza e a cidade de Cajón são regularmente mencionadas como parte da área metropolitana de Temuco, mas o Instituto Nacional de Estatística do Chile ainda não as inclui na aglomeração. Às vezes, as comunas de Nueva Imperial e Lautaro também são consideradas como parte da Grande Temuco.
Segundo estimativas do Ministério da Habitação e Urbanismo do Chile, a população de Grande Temuco era de 410.520 habitantes, sendo 312.503 habitantes em Temuco e 76.126 habitantes em Padre Las Casas, deixando-a como a sexta maior área urbana do Chile, representando 2,1% da população total do país.